# 白十字 (国立市の洋菓子店)

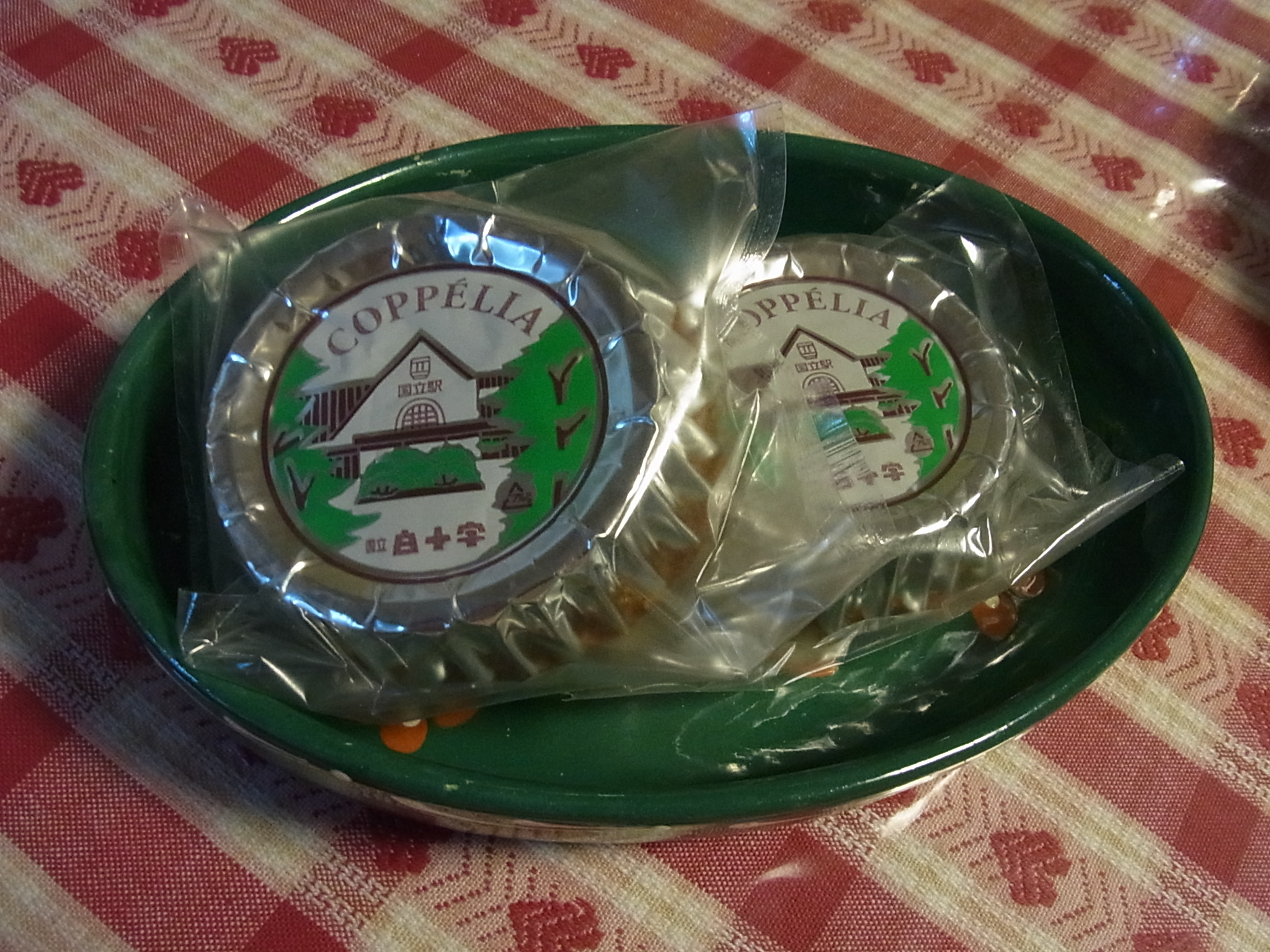
マドレーヌ（黒糖）（2018年9月16日撮影）

有限会社白十字（はくじゅうじ）は、日本の喫茶店、洋菓子店。

## 沿革
東京都国立市、国立駅南口の大学通りに所在する喫茶店、洋菓子店である。
1955年、銀座の喫茶店「白十字」で修行した創業者の山井和夫が、現在地から少し北の場所に17坪の洋菓子店兼喫茶店を開業した。そして山井は声楽家の佳代子と結婚し、夫婦で一緒に洋菓子づくりに従事し、新作菓子に「ノクターン」、「コッペリア」、「メヌエット」など音楽にまつわる名前を付けた。
その後、1972年に、東京都国立市中1-9-43 の国立ビルに本店を移すとともに、国立駅北口にケーキの販売を行なう支店を設けたが、その直後の1985年に山井和夫は死去し、経営は妻の佳代子が社長となって引き継いだ。のちに、長男の山井和恒がフランスでの菓子づくりの修行を経て、白十字の菓子づくりを引き継ぎ、母の後を継いで社長となった。
この間、「“国立”らしいお菓子」として、「桜サブレ」、「国立物語」、「くにたちショコラ」、「国立駅のケーキ」を商品に加え、また、音楽にちなむ名の菓子も、「モーツァルトケーキ」、「シンフォニー」、「セレナーデ」などが創作された。
洋菓子店、純喫茶店であるため、酒類は提供せず、食事はサンドイッチやトースト類しかないが、ビールやつまみを持ち込んでのパーティーが行なわれることもあった。
国立ビルの本店は、グランド・ピアノ (YAMAHA G5)があることで知られ、100席以上の客席があり、演奏会などの行事もしばしば催されていた。
本店のほか、菓子販売のみの店舗として国立駅北口店、製造工場に併設された富士見台店があるが、北口店は2014年6月末に閉店した。

### 店舗の移転と仮営業
2021年7月4日をもって本店は閉店し、代わって7月6日から新店舗・ブランコ通り店での仮営業が始まった。これは、創業の地へ戻るための一時的移転と説明されている。新店舗は2階が喫茶室となっているが、軽食の提供はおこなわれていない。

## 言及・評価
白十字は、一橋大学などが存在する文教都市としての国立において、文化的拠点となった個性的な喫茶店のひとつとされる。
白十字の焼き菓子詰め合わせは、国立市へ1万円以上の寄付をした際に寄付者へ贈られる贈呈品「くにたちStyle」のひとつとして選ばれている。
国立ビルの旧店舗は、国立駅や一橋大学付近に背景画のロケーションを求めたアニメーション映画『おおかみこどもの雨と雪』の中で主人公たちの待ち合わせのロケ地として選ばれ、当時の実際の白十字の看板そのままの喫茶店が登場する。映画公開後には、看板の写真を撮りにくる客が多数いたという。
NHKが2014年4月27日に放送した『小さな旅 さくら道で〜東京 国立市〜』 では、白十字と山井親子が見どころのひとつとして取り上げられた。
2018年に公開された映画『四月の永い夢』は、国立市を舞台にしており、主人公の滝本初海（朝倉あき）が友人とお茶を飲む場面で、当時の白十字の店舗が使われている。